# Bernard David Davis
Bernard David Davis (* 7. Januar 1916 in Franklin, Massachusetts; † 14. Januar 1994 in Belmont, Massachusetts) war ein US-amerikanischer Mikrobiologe an der Harvard University.

## Leben und Wirken
Davis wuchs in einer Familie jüdisch-litauischer Immigranten auf und schloss die High School als Jahrgangsbester ab (valedictorian). Er erwarb 1938 am Harvard College einen ersten Studienabschluss in Biochemie und 1940 an der Harvard Medical School bei Edwin Joseph Cohn einen M.D. als Abschluss des Medizinstudiums. Als Assistenzarzt arbeitete er im Johns Hopkins Hospital, wandte sich aber bald dem United States Public Health Service (PHS) zu. Von 1942 bis 1945 war Davis für das PHS Postdoktorand bei Elvin A. Kabat an der Columbia University, von 1945 bis 1947 Forschungsassistent bei René Dubos am Rockefeller Institute. Von 1947 bis 1954 leitete Davis ein Tuberkulose-Forschungslabor des PHS. Ab 1954 hatte er die Leitung der Pharmakologie an der New York University School of Medicine inne, bevor er 1957 an die Harvard University wechselte, wo er Leiter der Abteilung für Bakteriologie und Immunologie wurde. 1984 ging er in den Ruhestand, zuvor hatte er ab 1968 eine nach Adele Lehman benannte Professur für Bakterienphysiologie inne.
Davis konnte wesentliche Beiträge zum Verständnis der Mechanismen leisten, mit denen Bakterien ihre Gene regulieren. Davis etablierte die Methode, mit dem Einsatz von Penicillin Bakterien-Mutanten zu isolieren und somit bestimmte Stoffwechselwege oder Mechanismen der Medikamentenresistenz zu identifizieren.
Davis war (mit Barry Wood, Renato Dulbecco, Herman Eisen und Harold Ginsberg) Mitautor eines Standardwerkes der Mikrobiologie für Medizinstudenten und veröffentlichte weitere Sachbücher, darunter zu Fragen der Beziehung zwischen Wissenschaft und Gesellschaft. Laut Datenbank Scopus, die Zitationen überwiegend erst aus der Zeit nach den 1970er Jahren erfasst, hat Davis einen h-Index von 38 (Stand März 2022).
Bernard David Davis war seit 1957 mit Elizabeth Menzel verheiratet. Das Paar hatte drei Kinder.

## Auszeichnungen (Auswahl)
- 1953 Fellow der American Association for the Advancement of Science
- 1958 Mitglied der American Academy of Arts and Sciences[2]
- 1967 Mitglied der National Academy of Sciences[3]
- 1989 Selman A. Waksman Award in Microbiology[4]